# Surf à Gold Coast
L'agglomération de Gold Coast en Australie accueille chaque année une étape du championnat du monde de surf. C'est un spot renommé.

## Palmarès sur ce spot
- 2008: Kelly Slater  États-Unis
- 2007: Kelly Slater  États-Unis
- 2006: Kelly Slater  États-Unis
- 2005: Mick Fanning  Australie
- 2004: Michael Lowe  Australie
- 2003: Dean Morrison  Australie
- 2002: Joel Parkinson  Australie